# Мальцев, Владимир Фёдорович
Владимир Фёдорович Мальцев (9 января 1935 года, Оренбург — 21 июля 2012 года, Оренбург) — старший оператор производства серы Оренбургского газоперерабатывающего завода объединения «Оренбурггазпром» Министерства газовой промышленности СССР. Герой Социалистического Труда (1980).

## Биография
Родился в 1935 году в рабочей семье в Оренбурге. После окончания ремесленного училища с 1953 года трудился помощником оператора технологической установки на Орском нефтеперерабатывающем заводе. В 1955—1958 годах проходил срочную службу в Советской Армии. После армии продолжил работать на Орском нефтеперерабатывающем заводе.
С 1973 года — оператор на Оренбургском газоперерабатывающем заводе, позднее — старший оператор производства серы на предприятии «Оренбурггазпром». Стал инициатором заводского социалистического соревнования под девизом: «50 % экономии — за счёт изобретений и рацпредложений». Внедрил несколько рационализаторских предложений на возглавляемом им участке, в результате чего значительно возросла производительность труда и экономия материальных средств. Досрочно выполнил личные социалистические обязательства и плановые производственные задания Десятой пятилетки (1976—1980). Указом Президиума Верховного Совета СССР от 16 мая 1980 года «за выдающиеся производственные успехи, достигнутые в выполнении заданий десятой пятилетки по добыче газа и строительству объектов газовой промышленности» удостоен звания Героя Социалистического Труда с вручением Ордена Ленина и золотой медали Серп и Молот.
Избирался членом Оренбургского городского комитета КПСС.
В 1987—1999 годах работал заведующим бассейном в Доме культуры «Газовик» в Оренбурге.
Скончался в 2012 году. Похоронен на кладбище «Степное-1».
Награды
- Герой Социалистического Труда
- Орден Ленина — дважды (1951, 27.03.1952)
- Орден Трудового Красного Знамени (11.12.1974)